# (1442) Corvina
(1442) Corvina es un asteroide perteneciente al cinturón de asteroides descubierto el 29 de diciembre de 1937 por György Kulin desde el observatorio Konkoly de Budapest, Hungría.

## Designación y nombre
Corvina se designó inicialmente como 1937 YF.
Posteriormente fue nombrado en honor del rey húngaro Matías Corvino (1440-1490).

## Características orbitales
Corvina orbita a una distancia media de 2,874 ua del Sol, pudiendo alejarse hasta 3,099 ua y acercarse hasta 2,65 ua. Su inclinación orbital es 1,255° y la excentricidad 0,07807. Emplea en completar una órbita alrededor del Sol 1780 días.